# قطعنامه ۷۹۰ شورای امنیت
قطعنامه ۷۹۰ شورای امنیت سازمان ملل متحد که در تاریخ ۲۵ نوامبر ۱۹۹۲ تصویب شد، سندی بین‌المللی دربارهٔ اسرائیل-جمهوری عربی سوریه است. این قطعنامه طی نشست ۳۱۴۱ام با ۱۵ رای موافق، ۰ مخالف و ۰ ممتنع تصویب شد.